# Franz Knoll

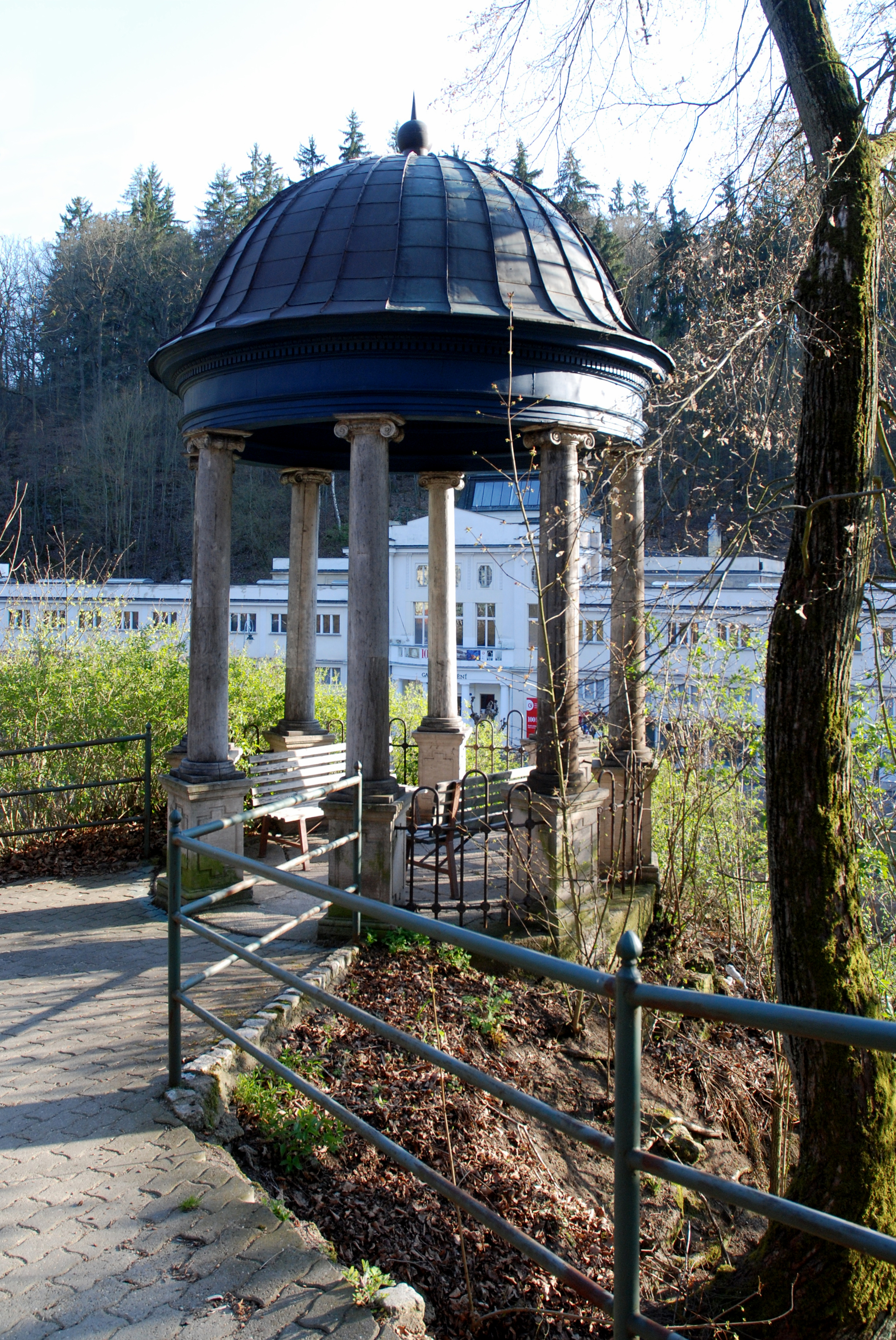
Dorotin altán,
duben 2019

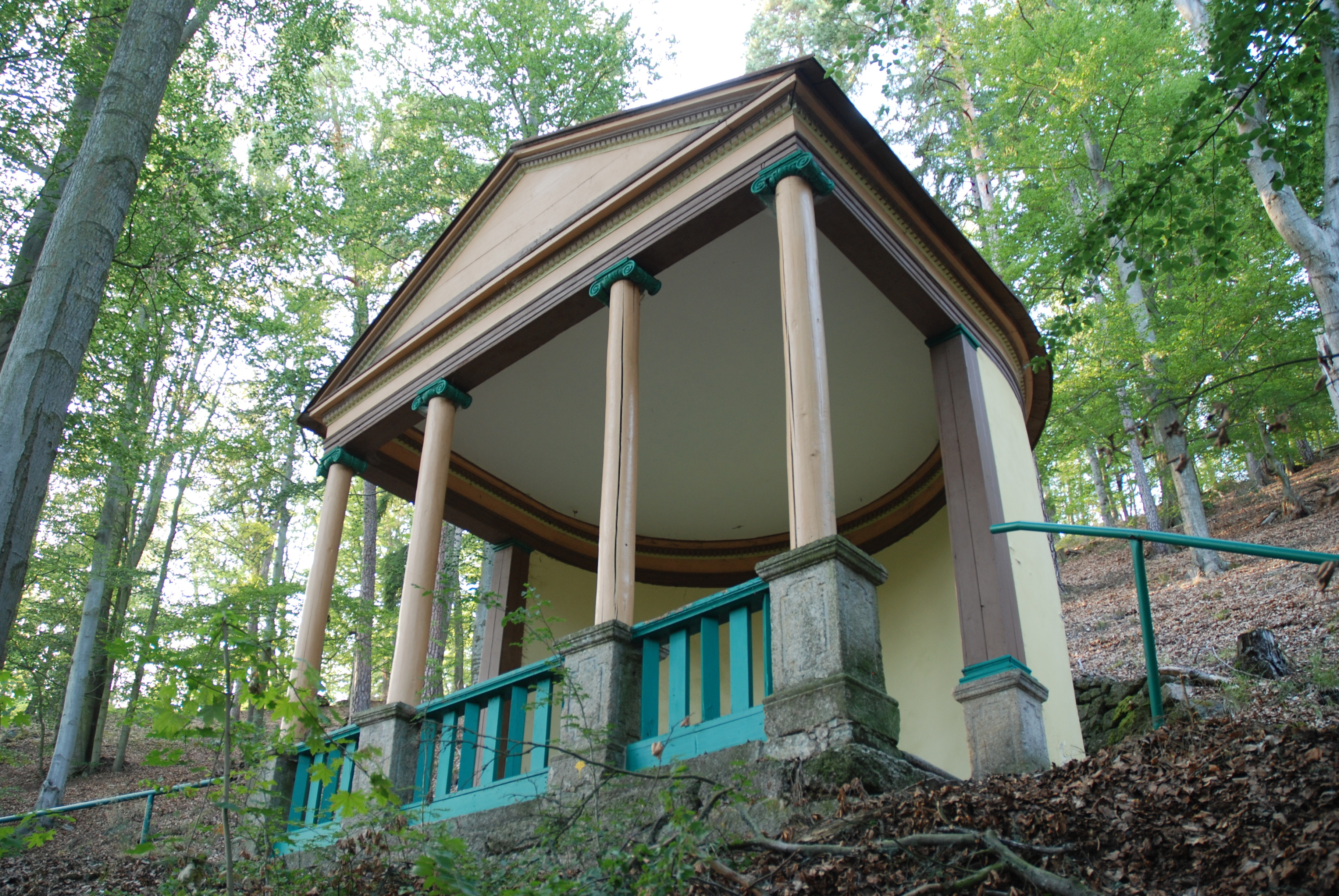
Findlaterův altán,
červenec 2019

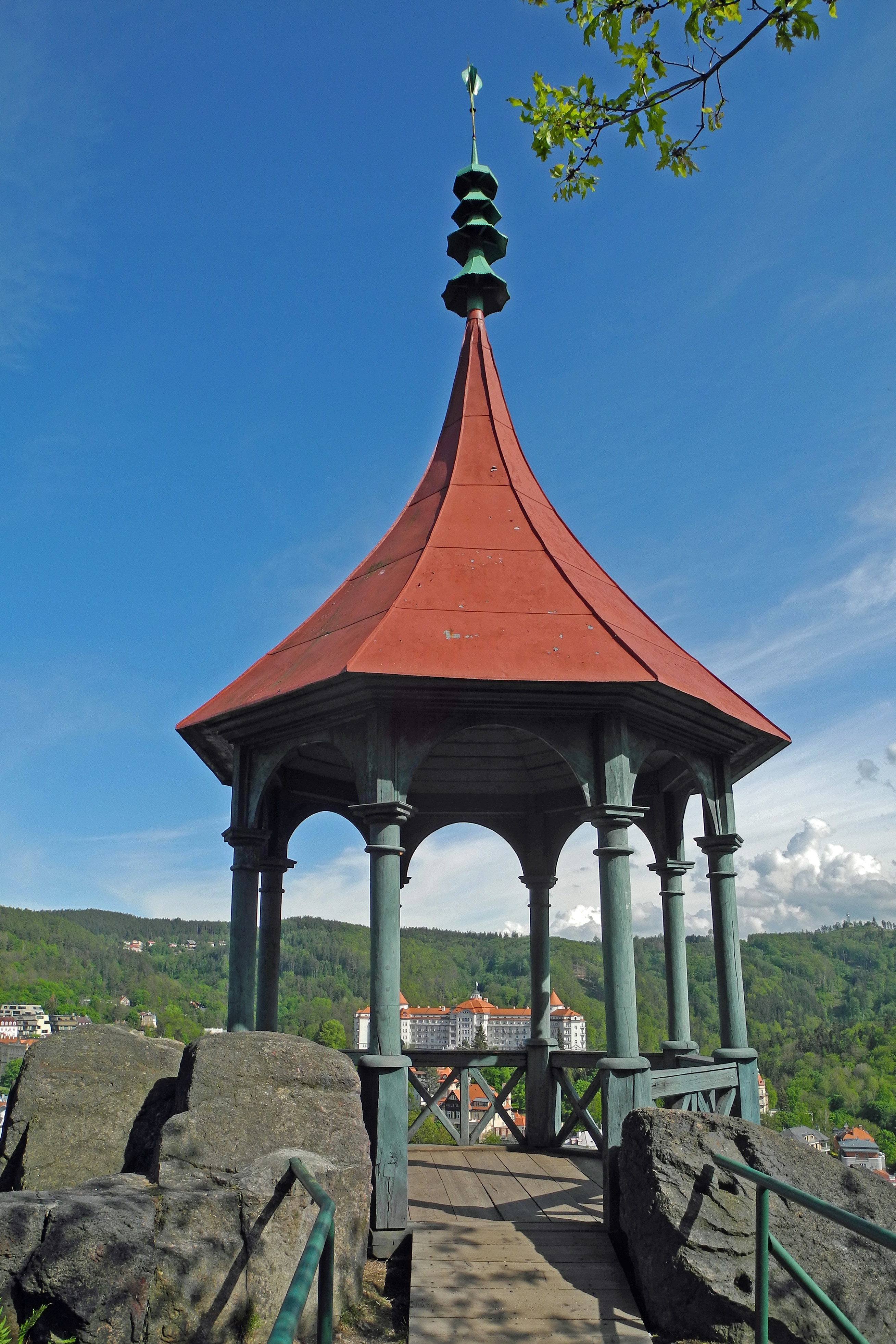
Mayerův gloriet,
květen 2019

Franz Knoll byl stavitel a truhlářský mistr ze slavného rodu Knollů. Působil v Karlových Varech na přelomu 18. a 19. století, věnoval se především klasicistnímu a empírovému slohu.

## Z rodu Knollů
Knollové byli z proslulých karlovarských rodin nejvšestrannější. Prosadili se jako stavitelé, výrobci porcelánu a kamen, starostové, zlatníci i advokáti. Všechny příbuzenské vztahy se již zdají být nedohledatelné, je však doloženo, že dvě největší rodiny Knollů žily v Rybářích a na Staré louce. Mezi tyto patřil i Franz Knoll.

## Dílo
Všechna známá díla Franze Knolla se nacházejí v Karlových Varech a jejich okolí. Jedno z těch nejstarších je ku příkladu Dorotin altán, o jehož výstavbu se v roce 1791 zasloužil hrabě Kristián Filip Clam-Gallas. Altán je postaven v klasicistním stylu a je pojmenován po vévodkyni Dorothee von Medem.
Mezi jeho stavitelské práce patří i Findlaterův altán, který byl postaven v roce 1801 poté, co si jej u mistra Knolla objednal hrabě James Ogilvy Findlater. Tento výletní altán stojí v karlovarských lázeňských lesích a roku 2008 proběhla jeho rekonstrukce.
O tři roky později mistr Knoll započal práci na další vyhlídkové stavbě v karlovarských lázeňských lesích. Jedná se o Mayerův gloriet pojmenovaný podle rodáka z Karlových Varů obchodníka Mayera, který vyhlídku nechal postavit. Avšak skutečnost, že by autorem glorietu byl opravdu Franz Knoll je sporná. Například na oficiálním webu Karlových Varů je autor této stavby uveden jako neznámý.